# Liste der Naturdenkmale in Walldorf
| Naturdenkmale | Anzahl |
| ------------- | ------ |
| FND           | 0      |
| END           | 4      |
| Gesamt        | 4      |

Die Liste der Naturdenkmale in Walldorf nennt die verordneten Naturdenkmale (ND) der im baden-württembergischen Rhein-Neckar-Kreis liegenden Stadt Walldorf. In Walldorf gibt es insgesamt vier als Naturdenkmal geschützte Objekte, keines ist ein flächenhaftes Naturdenkmal (FND), alle sind Einzelgebilde-Naturdenkmale (END).
Stand: 1. November 2016.

## Einzelgebilde (END)
| Name                                     | Bild | Kennung     | Einzelheiten | Position | Fläche Hektar | Datum         |
| ---------------------------------------- | ---- | ----------- | ------------ | -------- | ------------- | ------------- |
| Stieleiche Ehrenfriedhof                 | BW   | 82260950001 | Walldorf     | ⊙        | 0,0           | 26. Feb. 2004 |
| Stieleiche Staatswald Distr. I/95        | BW   | 82260950003 | Walldorf     | ⊙        | 0,0           | 26. Feb. 2004 |
| 3 Rotbuchen bei Lutherbrücke (Hardtbach) | BW   | 82260950004 | Walldorf     | ⊙        | 0,0           | 26. Feb. 2004 |
| 3 Winterlinden Friedhof                  | BW   | 82260950002 | Walldorf     | ⊙        | 0,0           | 26. Feb. 2004 |
| Legende für Naturdenkmal                 |      |             |              |          |               |               |